# Sprengstoffanschlag gegen die JVA Weiterstadt

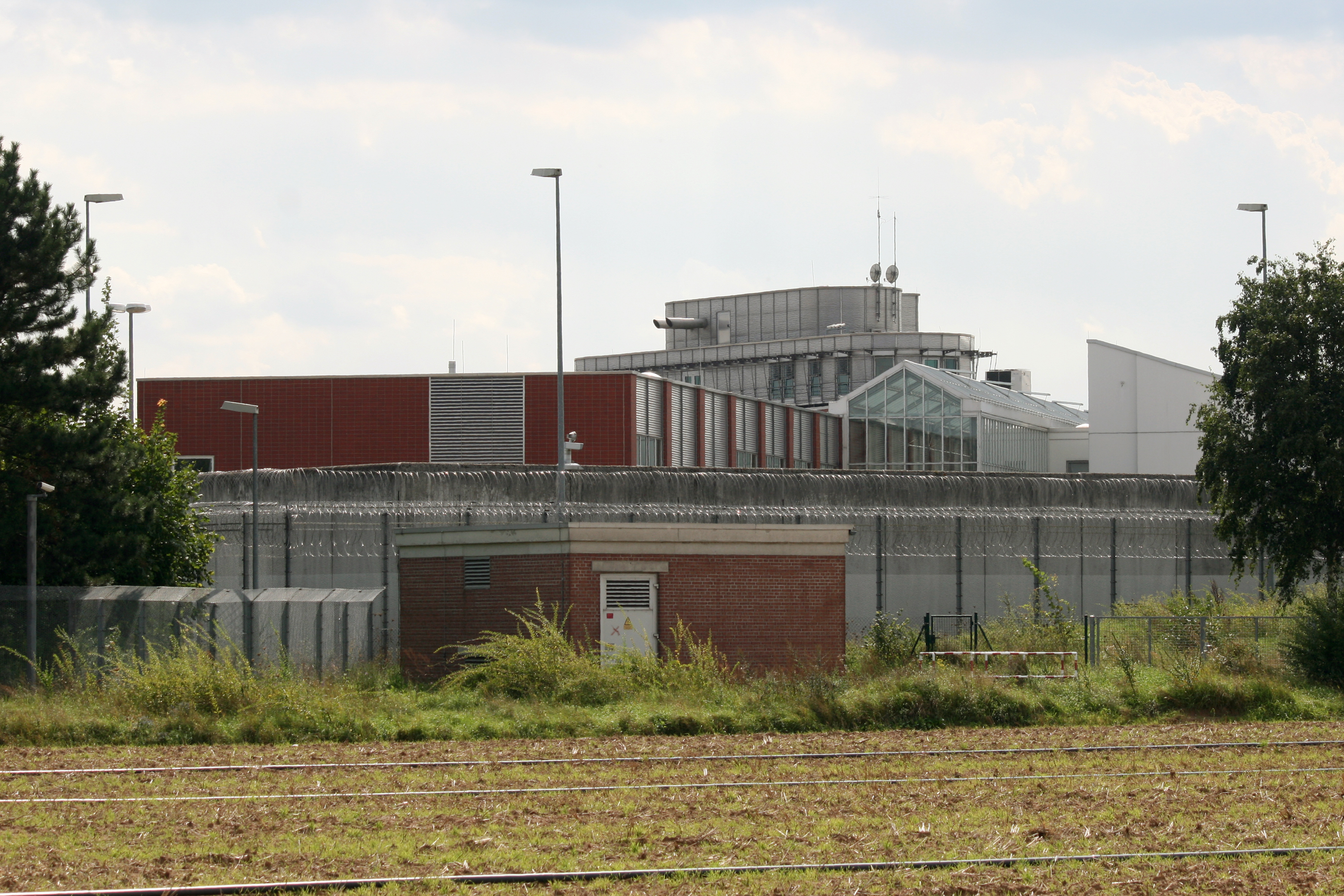
JVA Weiterstadt

Der Sprengstoffanschlag gegen die JVA Weiterstadt fand am 27. März 1993 statt und war der letzte Terroranschlag der Rote Armee Fraktion (RAF) vor ihrer Auflösung im Jahr 1998.

## Vorgeschichte
Die neue Justizvollzugsanstalt Weiterstadt sollte die bisherigen Verhältnisse in der Untersuchungshaft verbessern. Vorbilder dafür waren Gefängnisse aus Schweden und den Niederlanden. Die bis dahin bestehenden Gefängnisse in Hessen waren überbelegt und in schlechtem Zustand.
Ein Jahr vor dem Anschlag hatte die RAF einen Gewaltverzicht erklärt. Sie wolle zukünftig auf „Angriffe auf führende Repräsentanten aus Wirtschaft und Staat“ verzichten, da diese den nach der Wende notwendigen Diskussionsprozess nicht voranbringen könnten. Dieser Verzicht auf Mordanschläge wurde jedoch auch von dem Verhalten des Staates gegenüber den inhaftierten Mitgliedern der RAF abhängig gemacht: „Wenn sie uns also, die für eine menschliche Gesellschaft kämpfen, nicht leben lassen, dann müssen sie wissen, dass ihre Eliten auch nicht leben können. Auch wenn es nicht unser Interesse ist: Krieg kann nur mit Krieg beantwortet werden.“ Gleichzeitig entwickelte sich seit Anfang der 1990er Jahre ein schwelender Konflikt innerhalb der RAF über die zukünftige Ausrichtung, der sich mit der Deeskalationserklärung zuspitzte. Dieser gipfelte jedoch erst nach dem Anschlag gegen die JVA Weiterstadt und dem GSG-9-Einsatz in Bad Kleinen in der offenen Spaltung des Gefangenenkollektivs.
Die erhofften Verbesserungen für die inhaftierten Mitglieder hatten sich jedoch nicht eingestellt. Stattdessen kam es durch Aussagen der nach dem Ende der SED-Diktatur in der DDR enttarnten RAF-Terroristen zu weiteren Prozessen gegen bereits Inhaftierte. Aus Perspektive der RAF „hat sich der Staat in Bezug auf die Gefangenen ein weiteres Mal für die Eskalation entschieden“.  Mit dem Anschlag wollte die RAF ihre Handlungsfähigkeit beweisen und ideologische Kontinuität demonstrieren.

## Anschlag
Die Justizvollzugsanstalt Weiterstadt war zum Zeitpunkt des Anschlags noch nicht offiziell eröffnet und nicht mit Häftlingen belegt. Zehn Angehörige des Wachpersonals hielten sich dort auf.
In der Nacht vom 26. auf den 27. März 1993 kurz nach 1 Uhr kletterten mindestens drei Männer und eine Frau über die 6,50 m hohe Außenmauer. Alle waren maskiert und mit Maschinenpistolen bewaffnet. Sie drangen ins Wachhäuschen ein und überrumpelten die beiden Wachhabenden. Die anderen acht Anwesenden wurden im Schlaf überrascht und ebenfalls gefesselt. Anschließend sperrten die Angreifer das Personal in einen Lieferwagen und stellten das Fahrzeug etwa 600 m entfernt hinter einer Deponie ab. Die Täter deponierten fünf Ladungen mit insgesamt 200 kg gewerblichem Sprengstoff. Die RAF gab in einem Schreiben an die taz 1996 an, eine Tonne Sprengstoff verwendet zu haben.
Um 05:12 Uhr explodierten die Sprengladungen. Drei Unterkunftsgebäude und der Verwaltungstrakt wurden zerstört, der Rest der Anlage mehr oder weniger schwer beschädigt. Der materielle Schaden wurde später auf rund 123 Millionen DM geschätzt. Die sofortige Fahndung blieb erfolglos.
Nach Einschätzung des RAF-Experten Alexander Straßner seien bei dem Anschlag „gerade diejenigen Kritikpunkte, die im Vorfeld gegen die Kommandoebene vorgebracht wurden, […] systematisch ausgeschaltet worden. Bei dem Anschlag waren Zielauswahl, technische Perfektion, eine bisher nicht erreichte Schadensdimension mit der demonstrativ vorexerzierten Schonung von Menschenleben miteinander verbunden worden.“

## Kommando Katharina Hammerschmidt
Drei Tage später, am 30. März 1993, veröffentlichte das „Kommando Katharina Hammerschmidt“ eine Erklärung zum Anschlag auf den Knast Weiterstadt.
Die Bundesanwaltschaft verdächtigt Birgit Hogefeld, Wolfgang Grams, Daniela Klette, Ernst-Volker Staub und Burkhard Garweg an dem Anschlag beteiligt gewesen zu sein. Laut Presseberichten hätten die Ermittler in Teppichstücken, die die Täter zum Dämpfen der Trittgeräusche um die Sprossen einer Strickleiter gewickelt hätten, DNA-Spuren von Klette, Staub und weiteren Personen gefunden. Der Haftbefehl gegen die flüchtigen Klette, Staub und Garweg sei daher um diesen Tatvorwurf erweitert worden. Hogefeld wurde 1996 vom Oberlandesgericht Frankfurt am Main unter anderem wegen dieser Tat verurteilt, nach Revision durch den Bundesgerichtshof 1998, der das Urteil in diesem Punkt aufhob, wurde dieser Tatvorwurf beim rechtsgültigen Urteil von 1999 nicht mehr erhoben.

## Wiederaufbau
Der Wiederaufbau dauerte vier Jahre. Im Mai 1997 wurden die ersten Häftlinge aus der Haftanstalt Preungesheim nach Weiterstadt verlegt.